# Verwaltungsregion Bern-Mittelland
Koordinaten: 46° 57′ N, 7° 24′ O; CH1903: 596671 / 200392
Die Verwaltungsregion Bern-Mittelland im Kanton Bern wurde auf den 1. Januar 2010 gegründet, ist deckungsgleich mit dem gleichnamigen Verwaltungskreis und umfasst einen Verwaltungskreis von 942,45 km²:
| Name des Verwaltungskreises | Einwohner (31. Dezember 2023) | Fläche in km² | Anzahl Gemeinden (2021) |
| --------------------------- | ----------------------------- | ------------- | ----------------------- |
| Bern-Mittelland             | 425'694                       | 942,45        | 76                      |
| Total (1)                   | 425'694                       | 942,45        | 76                      |

## Regionalkonferenz
Die Regionalkonferenz Bern-Mittelland (RKBM) ist ein Gefäss für die regionale Zusammenarbeit, in welchem die Gemeinden effizient und rasch über wichtige regionale Fragen wie Verkehr, Raumplanung, Kultur und Regionalpolitik entscheiden können. Sie umfasst die Verwaltungsregion Bern-Mittelland. Diese Organisation hat Anfang 2010 ihre Arbeit aufgenommen.

## Agglomeration
Veränderungen der räumlichen und demografischen Strukturen der Schweiz haben das Bundesamt für Statistik (BFS) dazu veranlasst, eine neue Agglomerationsdefinition zu entwickeln, die jene aus dem Jahr 2000 ablöst. Für die Agglomerationszuteilung von Gemeinden werden Daten zu Einwohnerinnen und Einwohnern, Beschäftigten und Logiernächten verwendet. Dabei wird nicht nur deren Gesamtsumme, sondern auch deren Dichte betrachtet. Agglomerationen müssen demnach sowohl eine bestimmte Grösse als auch einen dichten Kern, einen sog. städtischen Kernraum, aufweisen. Zusätzlich werden Pendlerströme einbezogen, um funktional auf Agglomerationskerne ausgerichtete Gemeinden zu ermitteln (siehe mehrfach orientierte Gemeinden sowie Unterscheidung zwischen Haupt- und Nebenkern).
Nach der Definition von 2012 umfasst die Schweiz 49 Agglomerationen, eine weniger als bei der letztmaligen Festlegung im Jahr 2000. Die Agglomerationen haben allerdings an Ausdehnung gewonnen, ihre Fläche stieg von 8601 km² im Jahr 2000 auf 11'356 km² an (Gesamtfläche der Schweiz: 41'285 km²). Eine Agglomeration besteht aus folgenden Gemeindekategorien: Kernstadt, Haupt- und Nebenkerngemeinde sowie Gemeinde des Agglomerationsgürtels.
In der Agglomeration Bern sind dies (Stand 1. Januar 2018):
- Kernstadt: Bern.
- Hauptkern: Bäriswil, Bolligen, Bremgarten bei Bern, Ittigen, Kehrsatz, Köniz, Moosseedorf, Muri bei Bern, Ostermundigen, Stettlen, Urtenen-Schönbühl, Vechigen, Zollikofen.
- Nebenkern: Münsingen.
- Agglomerationsgürtel: Allmendingen, Belp, Biglen, Deisswil bei Münchenbuchsee, Diemerswil, Ferenbalm, Fraubrunnen, Frauenkappelen, Gelterfingen, Gerzensee, Grosshöchstetten, Häutligen, Herbligen, Hindelbank, Iffwil, Jaberg, Jegenstorf, Kaufdorf, Kiesen, Kirchdorf, Kirchenthurnen, Kirchlindach, Konolfingen, Krauchthal, Kriechenwil, Laupen, Mattstetten, Meikirch, Mühleberg, Mühlethurnen, Münchenbuchsee, Neuenegg, Niederhünigen, Niedermuhlern, Oberbalm, Oppligen, Radelfingen, Rapperswil, Rubigen, Rümligen, Schüpfen, Schwarzenburg, Toffen, Uttigen, Wald, Wichtrach, Wiggiswil, Wohlen bei Bern, Worb, Zäziwil, Zuzwil (alle Kanton Bern) sowie Bösingen, Gempenach, Ueberstorf, Ulmiz, Wünnewil-Flamatt (alle Kanton Freiburg).

Die Methodik des BFS definiert drei weitere Gemeindekategorien, die nicht einer Agglomeration zugeordnet werden:
- Mehrfach orientierte Gemeinden: Deren aktive Erwerbsbevölkerung geht zu mindestens einem Drittel in mehreren Agglomerationskernen zur Arbeit.
- Kerngemeinden ausserhalb der Agglomeration: Diese besitzen zwar eine hohe Bevölkerungs- und Arbeitsplatzdichte, bilden aber aufgrund ungenügender Grösse allein oder zusammen mit anderen Gemeinden keine Agglomeration.
- Ländliche Gemeinden ohne städtischen Charakter.

Auch die Definition von Städten hat geändert. Zählte früher eine Gemeinde mit 10'000 oder mehr Einwohnerinnen und Einwohnern als Stadt, werden neu – analog der Agglomerationsdefinition – einerseits Daten zur Bevölkerung, zu Beschäftigten und Logiernächten verwendet und andererseits Dichtekriterien beigezogen.

## Gemeindestruktur
Nach der Eingemeindung 1919 von Bümpliz in Bern blieb die Struktur der Gemeinden jahrzehntelang unverändert. Nach der Aufteilung von zwei Grossgemeinden begann nach dem Jahr 2000 in der Region und Agglomeration Bern eine Welle von Fusionen.
- 1919 Vereinigung der Gemeinde Bümpliz mit der Stadt Bern
- 1983 Aufteilung der Gemeinde Bolligen (die sich aus den Viertelsgemeinden Bolligen, Ittigen und Ostermundigen zusammensetzte) in die Gemeinden Bolligen, Ittigen und Ostermundigen
- 1993 Aufteilung der Gemeinde Rubigen (die sich aus den Viertelsgemeinden Allmendingen, Rubigen und Trimstein zusammensetzte) in die Gemeinden Allmendingen, Rubigen und Trimstein
- 2002 Umbenennung der Gemeinde Urtenen in Urtenen-Schönbühl
- 2004 Vereinigung der Gemeinden Niederwichtrach und Oberwichtrach zur neuen Gemeinde Wichtrach
- 2010 Vereinigung der Gemeinden Ballmoos und Jegenstorf zur Gemeinde Jegenstorf
- 2011 Vereinigung der Gemeinden Albligen und Wahlern zur Gemeinde Schwarzenburg
- 2012 Vereinigung der Gemeinden Belp und Belpberg zur Gemeinde Belp
- 2013 Vereinigung der Gemeinden Münsingen und Trimstein zur Gemeinde Münsingen
- 2014 Vereinigung der Gemeinden Büren zum Hof, Etzelkofen, Fraubrunnen, Grafenried, Limpach, Mülchi, Schalunen und Zauggenried zur Gemeinde Fraubrunnen
- 2014 Vereinigung der Gemeinden Jegenstorf, Münchringen und Scheunen zur Gemeinde Jegenstorf
- 2014 Vereinigung der Gemeinden Bleiken und Oberdiessbach zur Gemeinde Oberdiessbach
- 2017 Vereinigung der Gemeinden Münsingen und Tägertschi zur Gemeinde Münsingen
- 2018 Vereinigung der Gemeinden Grosshöchstetten und Schlosswil zur Gemeinde Grosshöchstetten
- 2018 Vereinigung der Gemeinden Gelterfingen, Mühledorf und Noflen zur neuen Gemeinde Kirchdorf
- 2019 Vereinigung der Gemeinden Kallnach und Golaten zur Gemeinde Kallnach
- 2020 Vereinigung der Gemeinden Clavaleyres, Gempenach und Galmiz zur Gemeinde Murten im Kanton Freiburg
- 2020 Vereinigung der Gemeinden Kirchenthurnen, Lohnstorf und Mühlethurnen zur neuen Gemeinde Thurnen
- 2021 Vereinigung der Gemeinden Riggisberg und Rümligen zur Gemeinde Riggisberg
- 2023 Vereinigung der Gemeinden Münchenbuchsee und Diemerswil zur Gemeinde Münchenbuchsee